# Besame
Besame è un singolo della cantante bulgara Andrea, pubblicato il 25 dicembre 2014.
Il singolo ha visto la partecipazione di Ronny Dae e Benny Blaze.

## Video musicale
Nel videoclip è presente la sua storica "nemica di gossip" Nikoleta Lozanova, mostrando così al pubblico bulgaro di essere di nuovo amiche.